# Рондинела

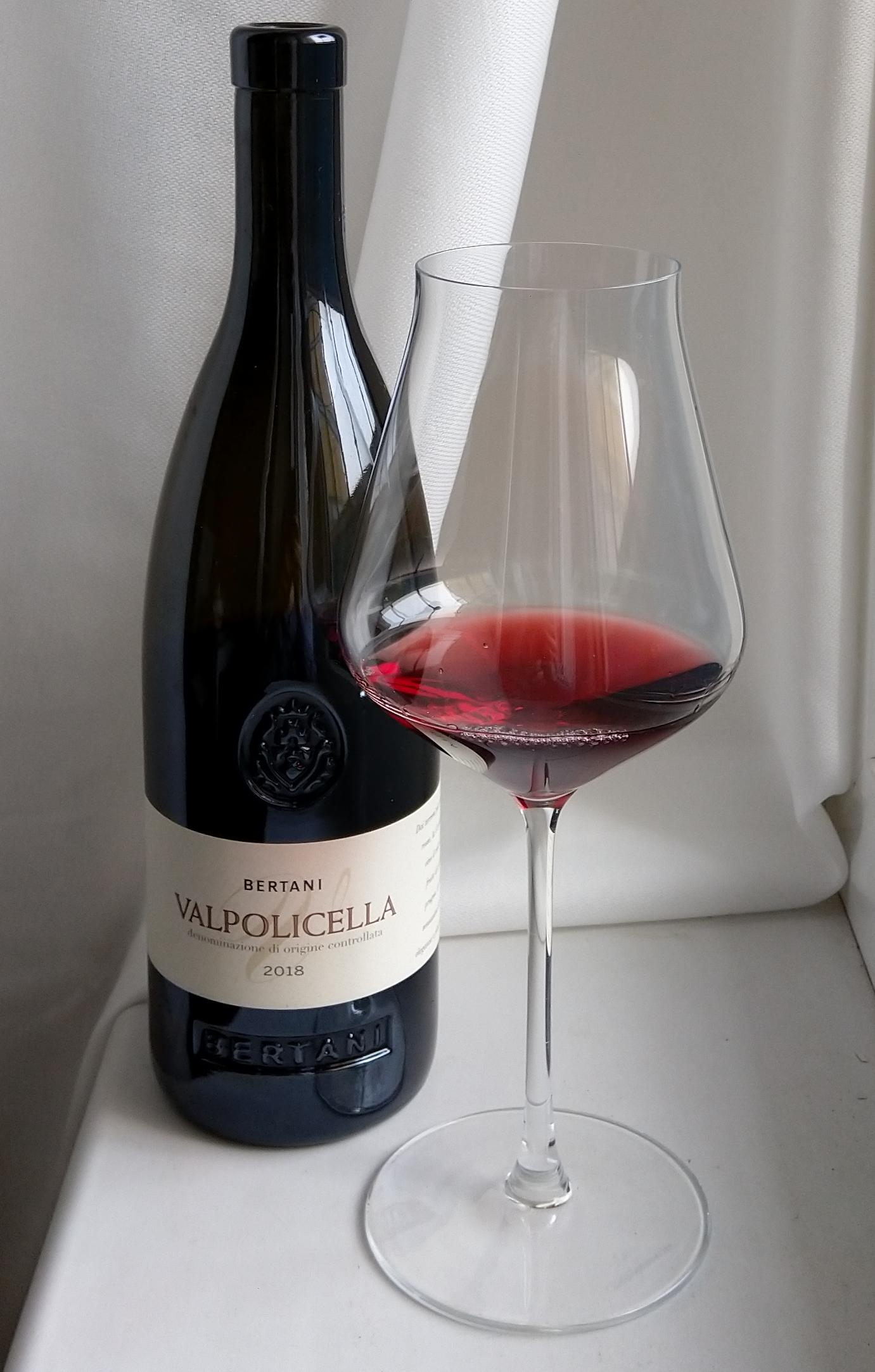
Купажне вино, до складу якого входить Рондинела

Рондинела або рондінела (італ. Rondinella) — технічний сорт червоного винограду, вирощується у Італії, є автохтонним сортом регіону Венето.

## Історія
Є відносно молодим сортом. Аналіз ДНК виявив, що батьківським сортом для нього є інший місцевий сорт — Корвіна.

## Географія сорту
Сорт вирощується у регіоні Венето, є одним з основних сортів у виноробному регіоні Вальполічелла.
Також вирощується у виноробній зоні Бардоліно.

## Характеристики сорту
Високоврожайний сорт, врожай збирають наприкінці вересня. Листя опадає на початку листопаду. Лист п'ятилопатевий, середнього розміру, глибоко розсічений. Верхня сторона неопушена, гладенька (іноді злегка пухирчаста), тонка, світло-зелена; нижня сторона зелена, ще світліша, має невелике опушення. Середня кількість суцвіть на пагоні: 2-3, але досить часто також чотири. Гроно промислової зрілості середнього розміру (завдовжки близько 20 см), пірамідальне, «крилате», з 1-2 досить вираженими крилами, середнє-компактне; плодоніжка помітна, але коротка, тверда, трав'яниста, зелена; квітконоси середні або короткі, досить великі, зелені. Ягода середня (поперечний діаметр близько 15 мм), кулеподібна, вкрита товстим шаром кутину, чорно-фіолетова, середньо-тверда, має жорстку товсту шкірку. Смак простий, солодкий. Посухостійкий сорт. Стійкість до хвороб відносно висока (краща, ніж у інших місцевих сортів).

## Характеристики вина
Рондинеллу використовують як допоміжний сорт для виготовлення купажних вин (разом з іншими місцевими сортами Корвіна та Молінара або іншими). У сухих винах присутні аромати фруктів (основний аромат — вишня) та спецій, вони мають гарну структуру, виражені таніни та гарну кислотність. Завдяки товстій шкірці та відносної стійкості до плісняви сорт гарно підходить для висушування та виготовлення вин з в'яленого винограду — технологія пасіто («італ. passito»). За такою технологією у регіоні Вальполічелла виробляються вина Амароне делла Вальполічелла, Речото делла Вальполічелла.